# Philipp Max
Philipp Max (Viersen, 1993. szeptember 30. –) német válogatott labdarúgó, az Eintracht Frankfurt játékosa kölcsönben a PSV Eindhoven csapatától.

## Család
Édesapja, Martin Max német válogatott labdarúgó.

## Sikerei, díjai
- PSV Eindhoven
  - Holland kupa: 2021–22[4]
  - Holland szuperkupa: 2021,[5] 2022[6]